# Corymbia trachyphloia

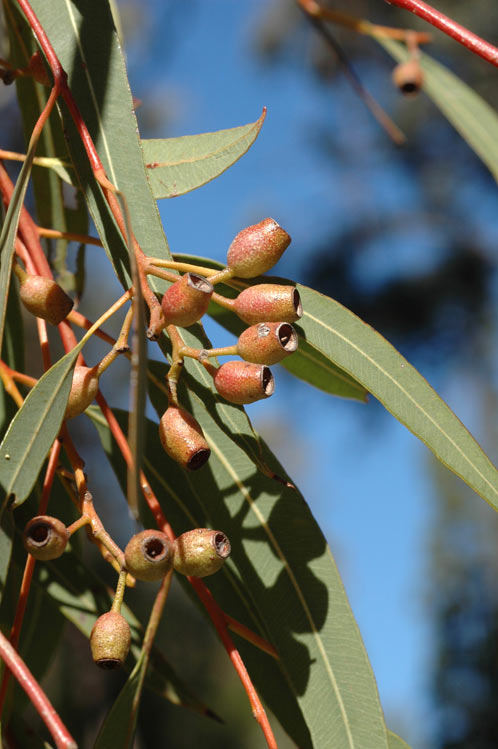
Früchte

Corymbia trachyphloia ist eine Pflanzenart innerhalb der Familie der Myrtengewächse (Myrtaceae). Sie kommt im nordöstlichen New South Wales und im östlichen Queensland vor und wird dort „White Bloodwood“ oder „Brown Bloodwood“ genannt.

## Beschreibung

### Erscheinungsbild und Blatt
Corymbia trachyphloia wächst als Baum, der Wuchshöhen bis 25 Meter erreicht. Die Borke verbleibt am gesamten Baum oder an den kleineren Zweigen, ist schachbrettartig und matt blassbraun bis gelb-braun. An den oberen Teilen des Baumes ist sie cremeweiß oder grau-braun und schält sich in kurzen Streifen. Die kleinen Zweige besitzen eine grüne Rinde. Im Mark sind Öldrüsen vorhanden, in der Borke nicht.
Bei Corymbia trachyphloia liegt Heterophyllie vor. Die Laubblätter sind immer in Blattstiel und -spreite gegliedert. Die Blattspreite an jungen Exemplaren ist lanzettlich bis eiförmig oder auch elliptisch bis eiförmig, glänzend grün und besitzt einfache Haare und steife Drüsenhaare. An mittelalten Exemplaren ist die Blattspreite bei einer Länge von etwa 14 cm und einer Breite von etwa 0,6 cm elliptisch bis einförmig, gerade, ganzrandig und glänzend grün. Der Blattstiel an erwachsenen Exemplaren ist bei einer Länge von 10 bis 17 mm schmal abgeflacht oder kanalförmig. Die Blattspreite an erwachsenen Exemplaren ist bei einer Länge von 7 bis 12 cm und einer Breite von 0,9 bis 2,1 cm schmal-lanzettlich bis lanzettlich, gebogen, relativ dünn, mit sich verjüngender Spreitenbasis und spitzem oder bespitztem oberen Ende. Ihre Blattober- und -unterseite ist verschieden glänzend grün bis grau-grün. Die kaum erkennbaren Seitennerven gehen in geringen Abständen in einem stumpfen Winkel vom Mittelnerv ab. Auf jeder Blatthälfte gibt es einen ausgeprägten, durchgängigen, sogenannten Intramarginalnerv; er verläuft in geringem Abstand am Blattrand entlang. Die Keimblätter (Kotyledonen) sind fast kreisförmig.

### Blütenstand und Blüte
Endständig auf einem bei einer Länge von 5 bis 13 mm und einer Breite von bis zu 3 mm im Querschnitt schmal abgeflachten oder kantigen Blütenstandsschaft steht ein zusammengesetzter Blütenstand, der aus doldigen Teilblütenständen mit jeweils etwa- sieben Blüten besteht. Der Blütenstiel ist bei einer Länge von 2 bis 6 mm im Querschnitt stielrund.
Die nicht blaugrün bemehlt oder bereifte Blütenknospe ist bei einer Länge von 4 bis 5 mm und einem Durchmesser von 2 bis 3 mm keulen- oder birnenförmig. Die Kelchblätter bilden eine Calyptra, die bis zur Blüte (Anthese) erhalten bleibt. Die glatte Calyptra ist kniescheibenförmig bis leicht schnabelförmig, kürzer als der glatte Blütenbecher (Hypanthium) und etwa ein Fünftel bis halb so breit wie dieser. Die Blüten sind weiß oder cremefarben.

### Frucht und Samen
Die glatte, gestielte Frucht ist bei einer Länge von 6 bis 10 mm und einem Durchmesser von 5 bis 8 mm urnenförmig und drei- bis vierfächerig. Der Diskus ist eingedrückt, die Fruchtfächer sind eingeschlossen.
Der regelmäßige und abgeflachte, kniescheibenförmige Samen besitzt eine netzartige, matte bis seidenmatte, rote oder rotbraune Samenschale. Das Hilum befindet sich am oberen Ende des Samens.

## Vorkommen
Das natürliche Verbreitungsgebiet von Corymbia trachyphloia ist das Tafelland im Nordosten von New South Wales, nördlich des Goulburn River, und der gesamte, östliche Teil von Queensland, von Brisbane bis nördlich von Cairns.
Corymbia trachyphloia gedeiht sporadisch, stellenweise aber auch sehr häufig im lichten Hartlaubwald auf flachen, unfruchtbaren Böden über Sandstein, Granit oder saurem Vulkangestein.

## Taxonomie
Die Erstbeschreibung erfolgte 1859 durch Ferdinand von Mueller unter dem Namen (Basionym) Eucalyptus trachyphloia F.Muell. und dem Titel Monograph of the Eucalypti of tropical Australia im Journal of the Proceedings of the Linnean Society, Botany, Volume 3, S. 90. Das Typusmaterial weist die Beschriftung In collibus ad flumen Burnett, Anth. Sept., Oct. auf. Die Neukombination zu Corymbia trachyphloia (F.Muell.) K.D.Hill & L.A.S.Johnson erfolgte 1995 unter dem Titel Systematic studies in the eucalypts. 7. A revision of the bloodwoods, genus Corymbia (Myrtaceae) in Telopea, Volume 6 (2–3), S. 227. Weitere Synonyme für Corymbia trachyphloia (F.Muell.) K.D.Hill & L.A.S.Johnson sind Corymbia trachyphloia (F.Muell.) K.D.Hill & L.A.S.Johnson subsp. trachyphloia, Corymbia trachyphloia subsp. amphistomatica K.D.Hill & L.A.S.Johnson, Corymbia trachyphloia subsp. carnarvonica K.D.Hill & L.A.S.Johnson, und Eucalyptus trachyphloia f. fruticosa F.M.Bailey.